# Moschea di Hammouda Pacha
La moschea di Hammouda Pacha (o Hamouda Pacha al Mouradi) è un edificio religioso ubicato in via Sidi Ben Arous, nella Medina di Tunisi, in Tunisia. È riconosciuta come monumento storico.

## Storia
Costruita nel 1655 da Hammouda Pacha, è in ordine cronologico la seconda moschea di rito hanafita a Tunisi.

## Architettura
La moschea di Hammouda Pacha è famosa per la sua architettura in stile turco. Ha un minareto ottagonale, mentre la sala della preghiera è rettangolare.

## Galleria d'immagini

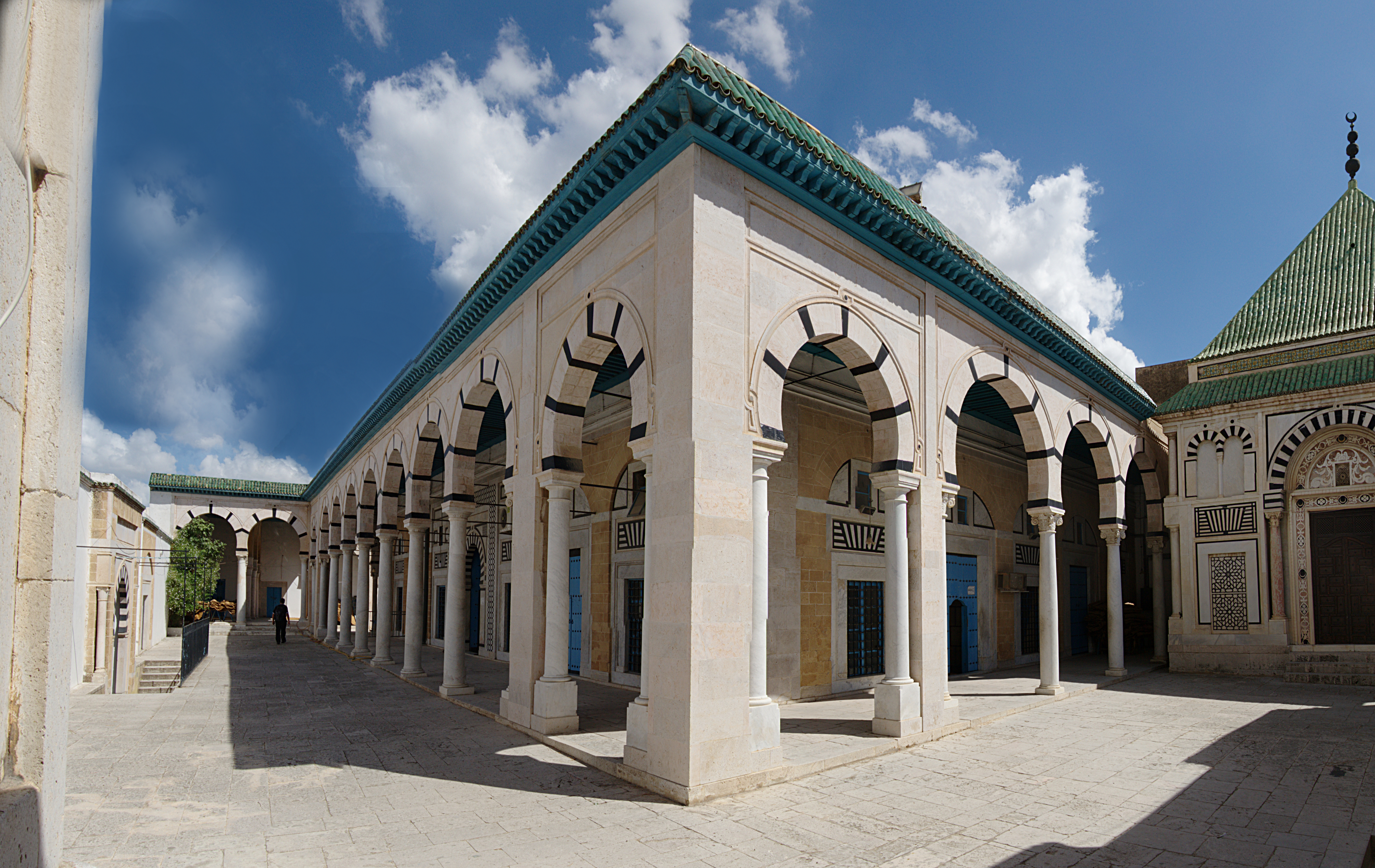
Vista panoramica della moschea
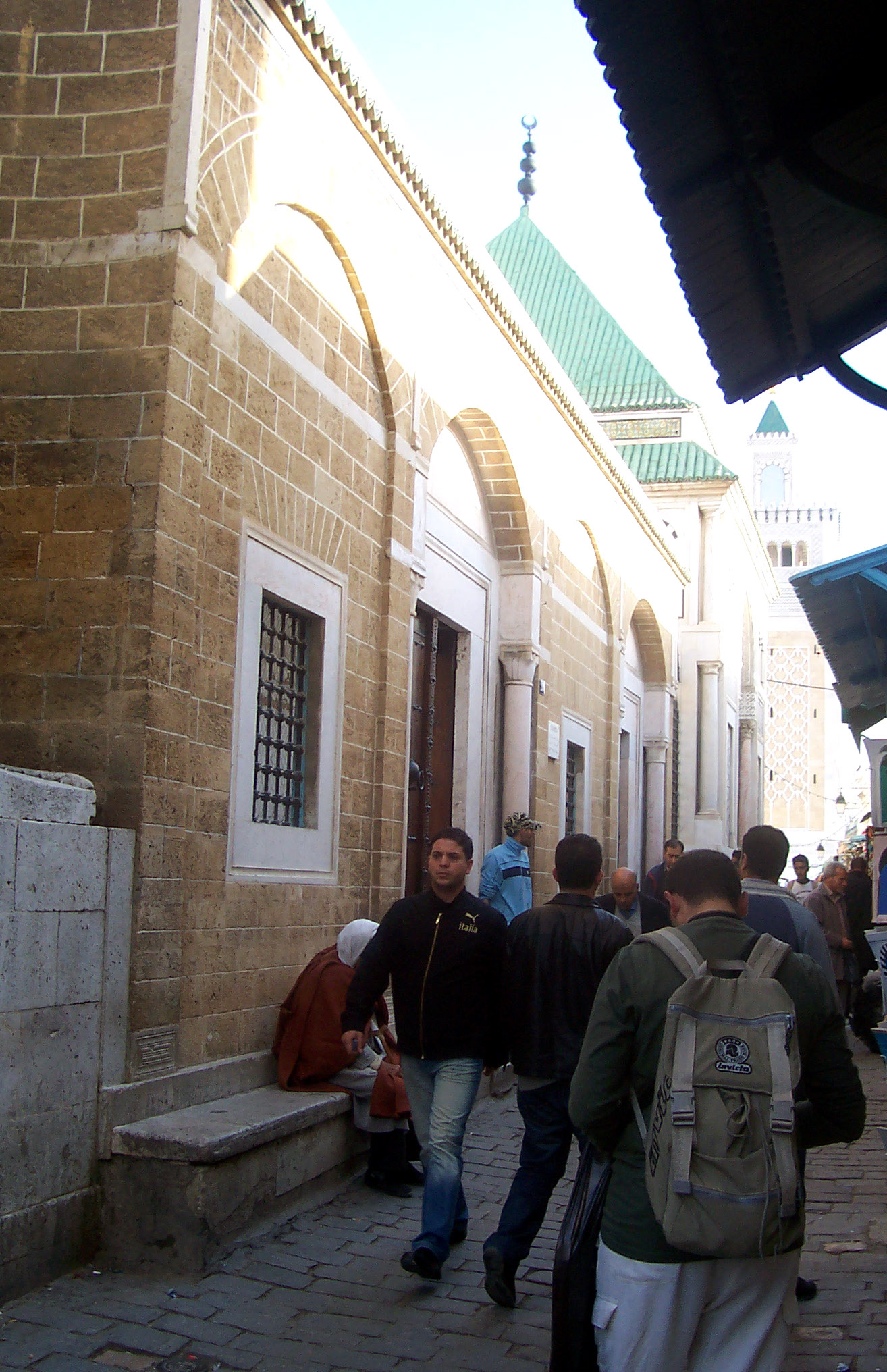
Ingresso della moschea da via Sidi Ben Arous
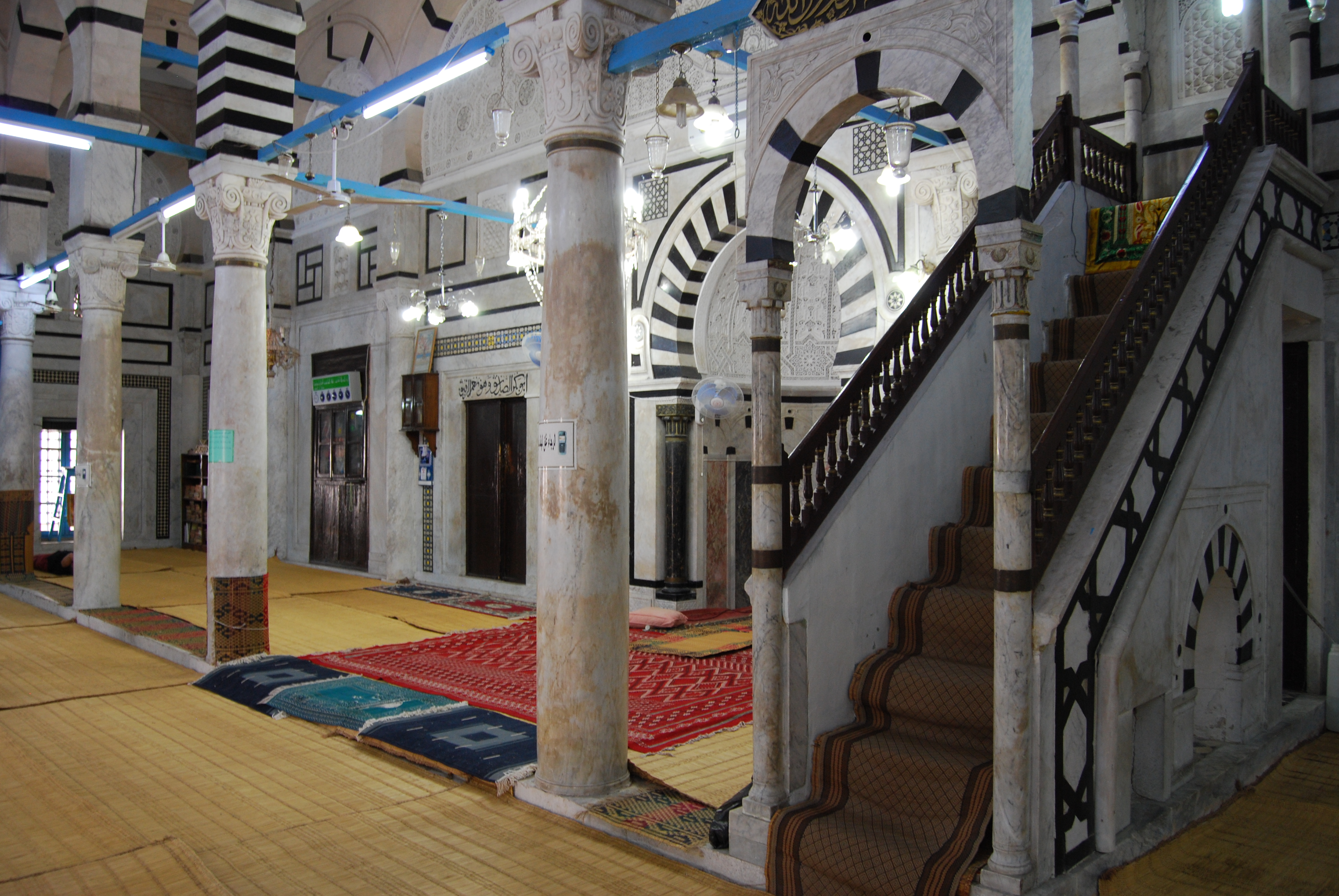
Interno della moschea